# Кавіче (Вашингтон)
Кавіче (англ. Cowiche) — переписна місцевість (CDP) в США, в окрузі Якіма штату Вашингтон. Населення — 535 осіб (2020).

## Географія
Кавіче розташований за координатами 46°40′22″ пн. ш. 120°42′55″ зх. д. / 46.67278° пн. ш. 120.71528° зх. д. (46.672904, -120.715413).  За даними Бюро перепису населення США в 2010 році переписна місцевість мала площу 1,35 км², уся площа — суходіл.

## Демографія
Згідно з переписом 2010 року, у переписній місцевості мешкало 428 осіб у 110 домогосподарствах у складі 96 родин. Густота населення становила 316 осіб/км².  Було 112 помешкання (83/км²).
Расовий склад населення:
| - 80,4 % — білих - 0,5 % — азіатів - 0,2 % — корінних американців - 13,8 % — осіб інших рас |

До двох чи більше рас належало 5,1 %. Частка іспаномовних становила 67,8 % від усіх жителів.
За віковим діапазоном населення розподілялося таким чином: 39,0 % — особи молодші 18 років, 55,6 % — особи у віці 18—64 років, 5,4 % — особи у віці 65 років та старші. Медіана віку мешканця становила 26,3 року. На 100 осіб жіночої статі у переписній місцевості припадало 112,9 чоловіків;  на 100 жінок у віці від 18 років та старших — 102,3 чоловіків також старших 18 років.
Середній дохід на одне домашнє господарство  становив 46 508 доларів США (медіана — 36 000), а середній дохід на одну сім'ю — 46 508 доларів (медіана — 36 000). За межею бідності перебувало 49,2 % осіб, у тому числі 49,2 % дітей у віці до 18 років та 0,0 % осіб у віці 65 років та старших.
Цивільне працевлаштоване населення становило 342 особи. Основні галузі зайнятості: транспорт — 43,0 %, оптова торгівля — 35,1 %, фінанси, страхування та нерухомість — 7,0 %, сільське господарство, лісництво, риболовля — 5,8 %.